# 9154 Кольцово
9154 Кольцово (9154 Kolʹtsovo) — астероїд головного поясу, відкритий 16 вересня 1982 року.
Тіссеранів параметр щодо Юпітера — 3,215.